# 永利县
永利县（越南语：／）是越南薄寮省下辖的一个县。

## 地理
永利县北和东接朔庄省，西接福隆县和和平县，南接薄寮市。

## 历史
2007年4月6日，周兴社和周泰社部分区域合并为周兴市镇。

## 行政区划
永利县下辖1市镇7社，县莅周兴市镇。
- 周兴市镇（Thị trấn Châu Hưng）
- 周兴A社（Xã Châu Hưng A）
- 周泰社（Xã Châu Thới）
- 兴会社（Xã Hưng Hội）
- 兴城社（Xã Hưng Thành）
- 隆盛社（Xã Long Thạnh）
- 永兴社（Xã Vĩnh Hưng）
- 永兴A社（Xã Vĩnh Hưng A）